# Påskjutande bogserbåt

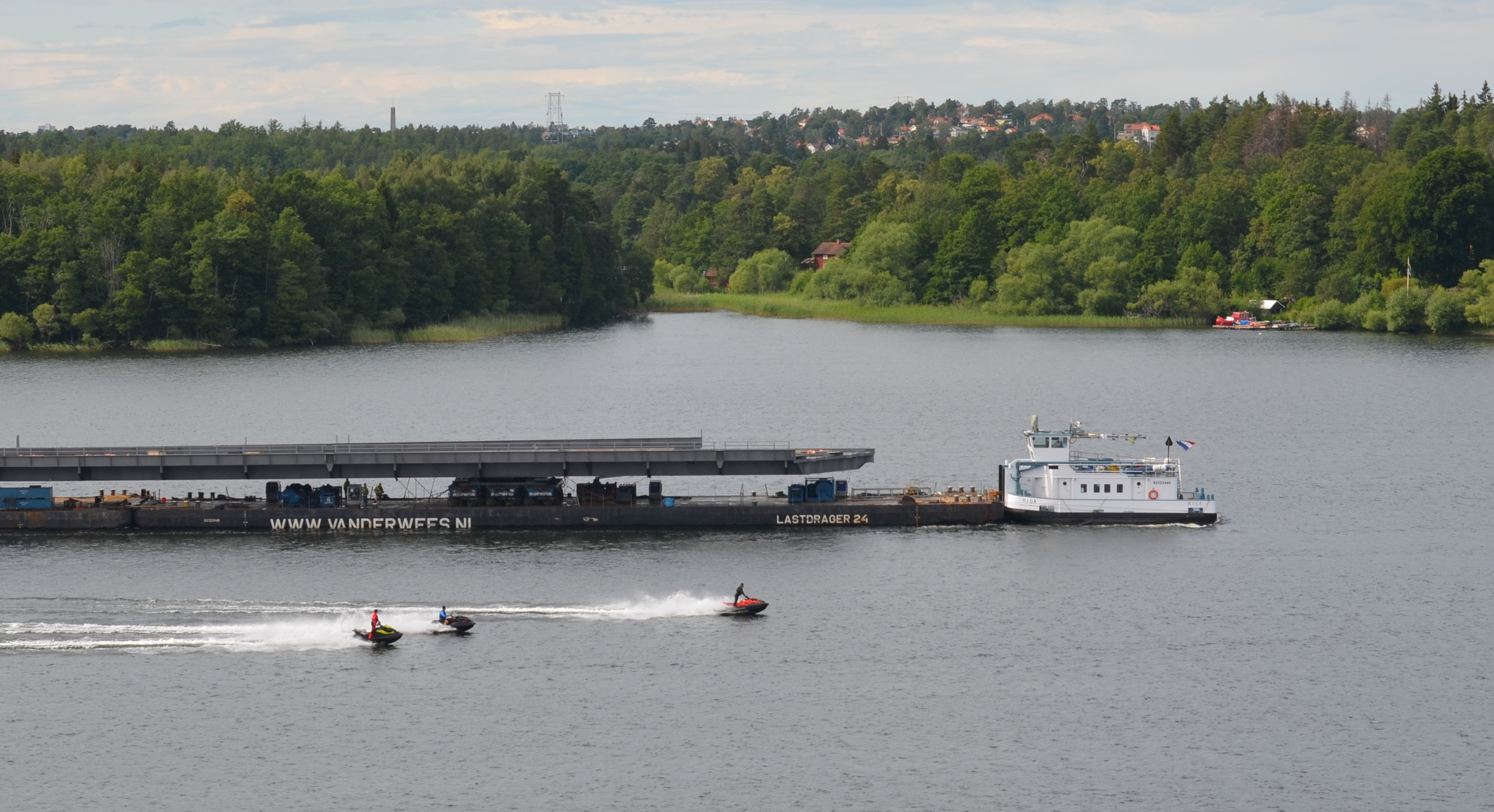
Bogserbåten Riga med lastponton med del av bro till Getingmidjan i Stockholm på Mälaren, juli 2020. Vid detta tillfälle drar Riga släpet baklänges.

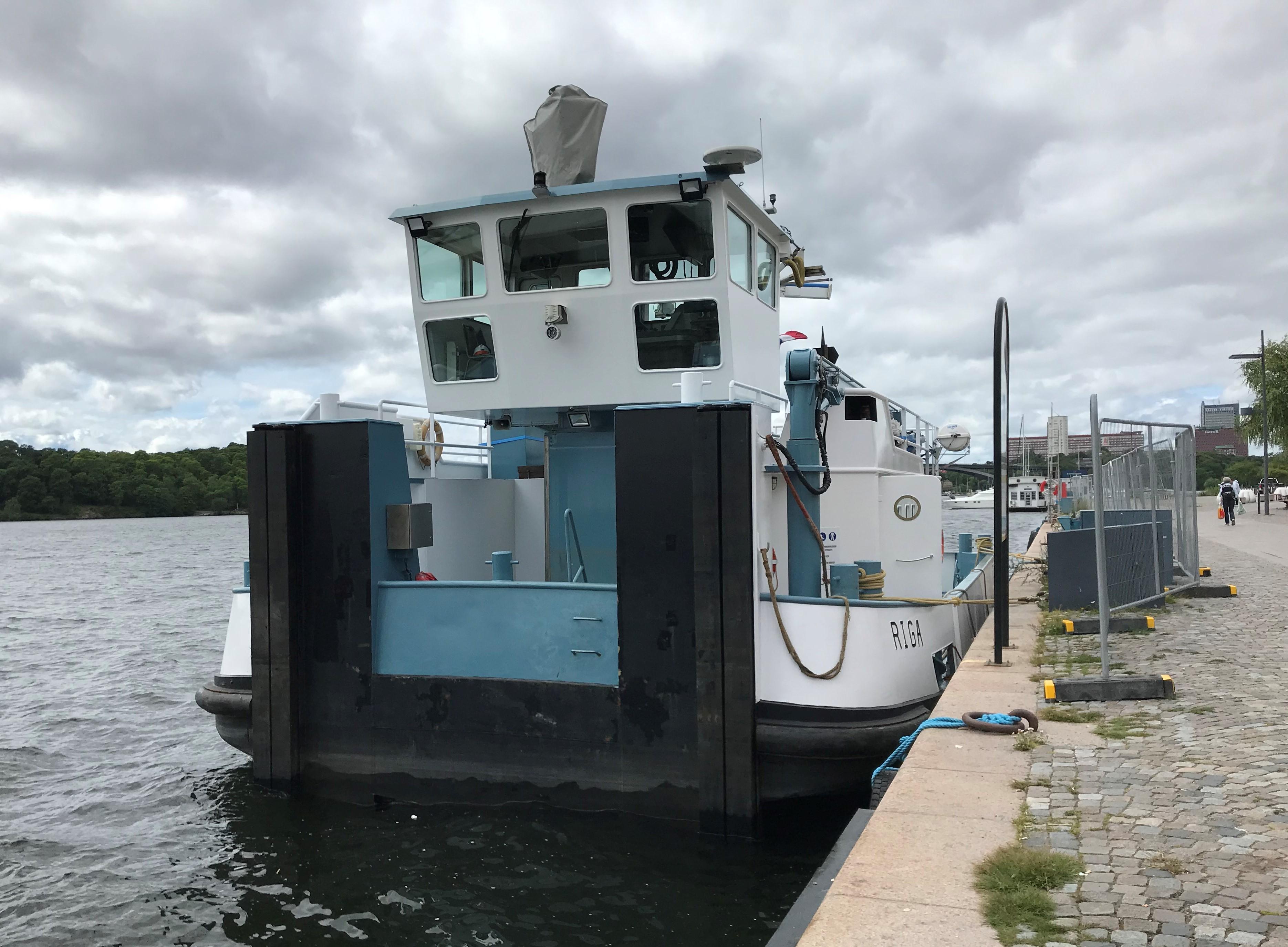
Bogserbåten Riga förifrån.

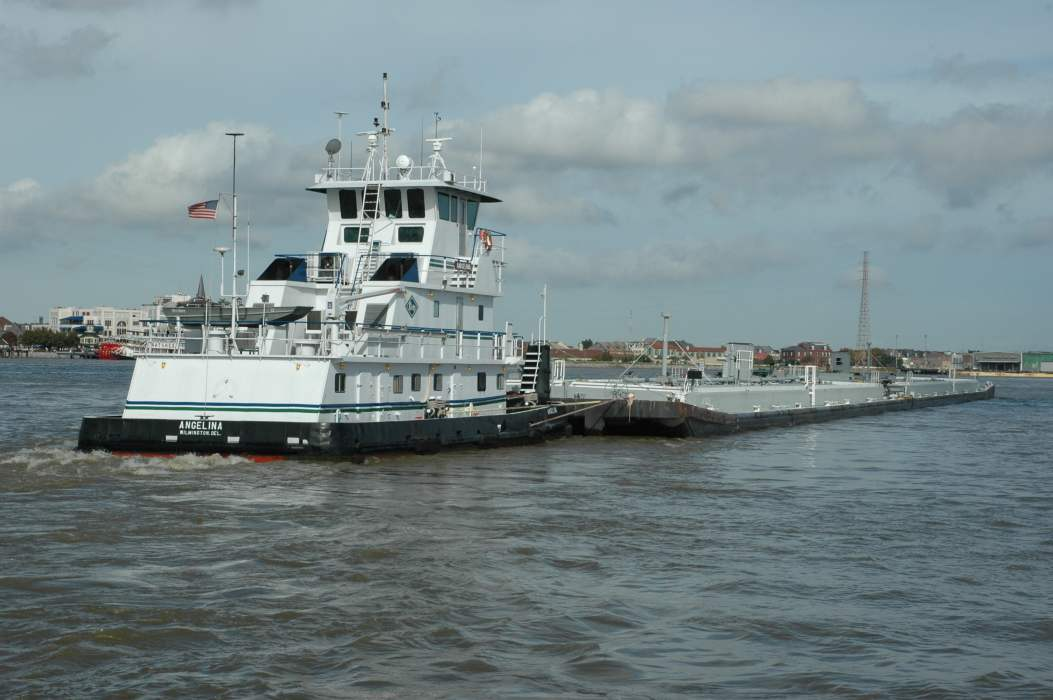
Påskjutande bogserbåten Angelina skjuter på två lastade pråmar i New Orleans i USA.

Påskjutande bogserbåt, eller påskjutande fartyg är en bogserbåt som är byggd för att skjuta på andra flytetyg, normalt en pråm eller flera sammankopplade pråmar.
En påskjutande bogserbåt utmärks av att den har en platt stäv och vanligen "knän", stora plattor på stäven, för att kunna skjuta på pråmar med olika höjd. Den har också en högt placerad styrhytt, ibland med en anordning så att den kan hissas upp. Fartygen används framför allt på floder och andra inre vattenvägar. Ett antal pråmar kan kopplas ihop i ett pråmtåg.
I USA uppströms St. Louis på det övre loppet av Mississippi och på andra floder som Illinois, Ohiofloden, Arkansasfloden, Tennesseefloden och Cumberlandfloden, kan påskjutande bogserbåtar hantera upp till ett 16-tal pråmar.

## Sverige
Eftersom trafik på inre vattenvägar med motorlösa pråmar är ovanlig i Sverige, är också specialiserade påskjutande bogserbåtar ovanliga. Försök med regelbunden linjetrafik med pråmar påbörjades 2014 för containertransporter mellan Malmö hamn och Köpenhamns hamn.

## Veteranbogserbåtar
Binnenvaartmuseum i Dordrecht i södra Nederländerna ur uppbyggt runt René Siegfried, en påskjutande bogserbåt på Rhen, som byggdes 1963 och togs ur bruk 1989.
W. P. Snyder Jr. är en k-märkt amerikansk veteranbogserbåt som är förtöjd i Muskingumfloden i Marietta, Ohio utanför Ohio River Museum. Hon är den enda kvarvarande intakta ångdrivna amerikanska bogserbåten med skovelhjul i aktern.